# Sanditon
Sanditon (1817) est le dernier roman — inachevé — de Jane Austen. 
Le titre initial donné par Jane Austen en était The Brothers, sans doute en référence aux frères Parker qui y évoluent. Après sa mort, la famille de Jane Austen lui préféra le titre de Sanditon. Le texte complet du livre ne sera publié qu'en 1925.
Écrit alors que Jane Austen est très gravement malade, puisqu'elle meurt quatre mois après avoir interrompu la rédaction de son roman, Sanditon met en avant quelques thèmes nouveaux dans l'œuvre de l'autrice, qu'elle ne pourra jamais développer jusqu'au bout. Le style contraste fortement avec le précédent roman de Jane Austen, Persuasion, qui avait un ton beaucoup plus grave, alors que Sanditon est traité sur le mode comique, presque caricatural.

## Contexte

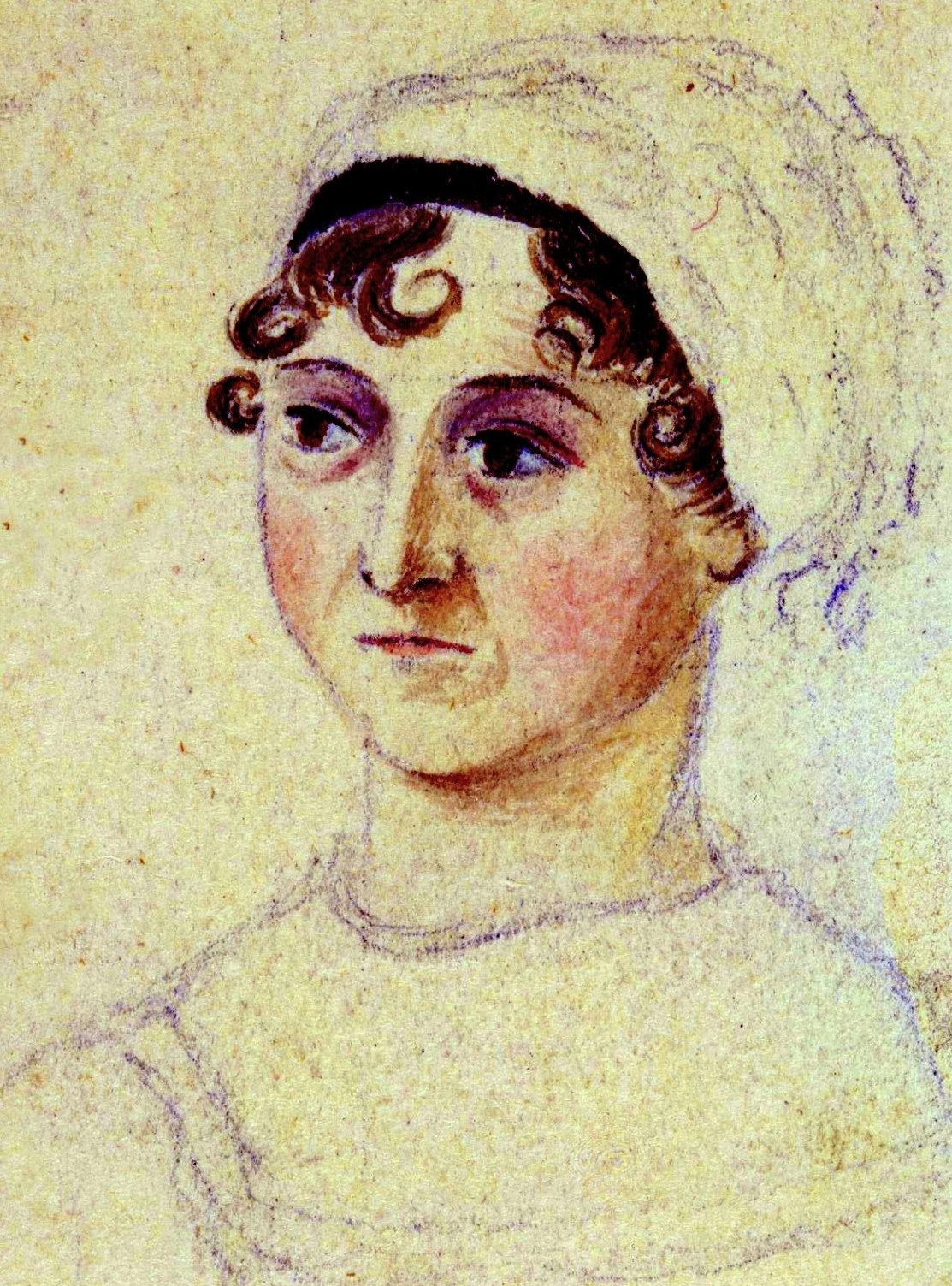
Lorsqu'elle se lance dans la rédaction de Sanditon, en 1817, Jane Austen est visiblement marquée par la maladie qui l'emportera quelques mois plus tard.
Détail de l'aquarelle peinte par sa sœur Cassandra vers 1810.

Jane Austen commence l'écriture de Sanditon en janvier 1817, pour s'arrêter, trop atteinte par la maladie pour continuer, le 18 mars 1817. Elle mourra exactement quatre mois plus tard, le 18 juillet 1817, victime de la maladie d'Addison, pense-t-on. Le texte complet de Sanditon n'est publié qu'en 1925, selon la version établie d'après le manuscrit par R. W. Chapman. 
Sanditon est donc son dernier roman, resté inachevé (elle en a écrit une cinquantaine de pages), alors qu'elle ne pouvait plus ignorer qu'elle était très gravement malade. L'apparition de trois hypocondriaques (les deux sœurs de Mr Parker et son frère Arthur), à l'imagination débordante, qui sont traités sur le mode léger, quasi caricatural, peut donc surprendre. Margaret Drabble voit là « une femme mourante traitant le sujet de la maladie de façon amusée et railleuse », d'autant que la mère de Jane Austen, Cassandra Austen (née Leigh), était elle-même hypocondriaque, alors qu'elle survivra dix ans à sa fille.

## Résumé de l'intrigue

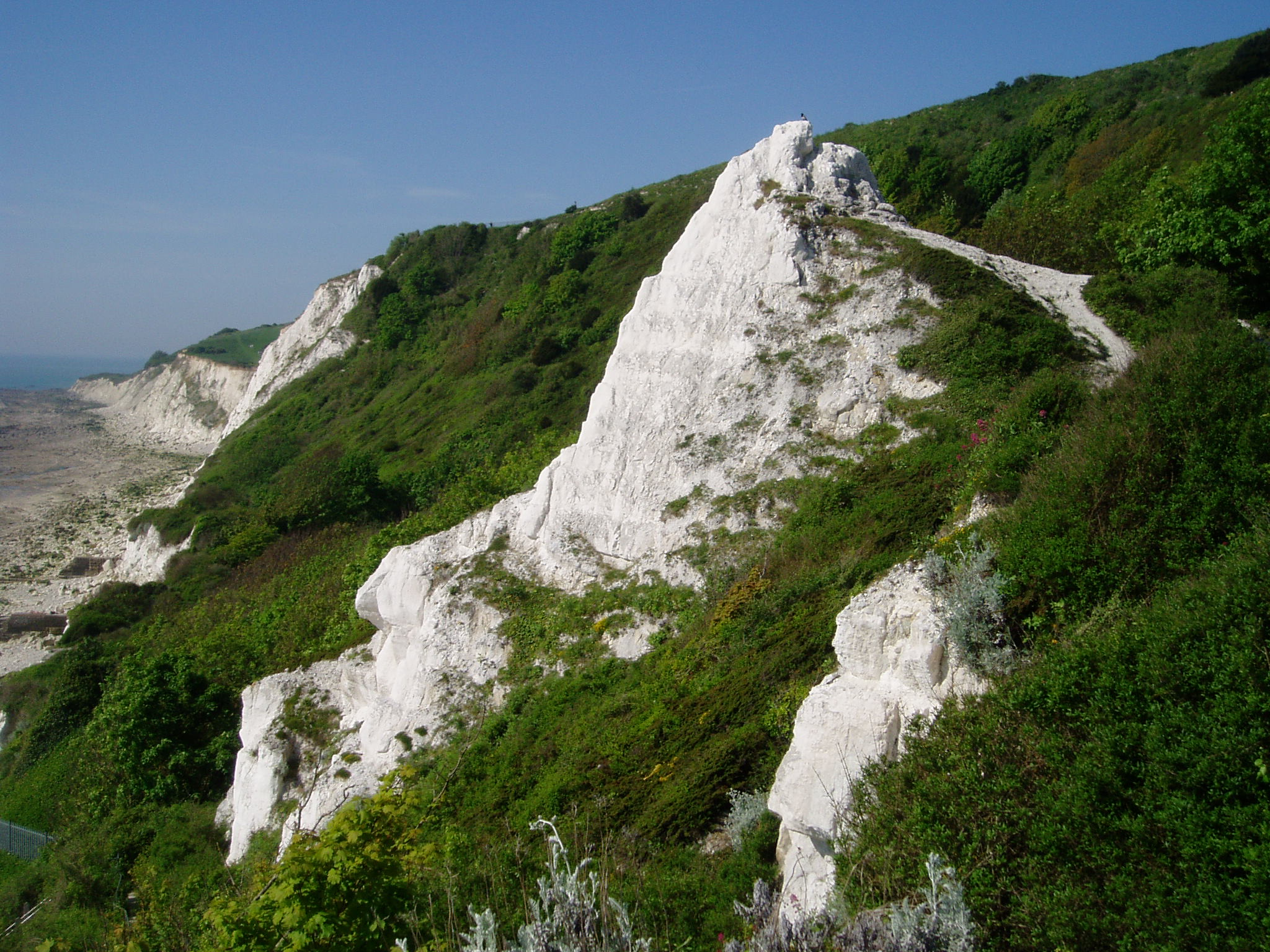
Eastbourne, l'un des modèles de Sanditon : surplomb rocheux à Holywell.

Les Parker, qui habitent le Sanditon moderne (modern Sanditon, comme l'appelle Jane Austen), ont déménagé de la « vieille maison », la maison de leurs ancêtres, et cherchent à développer une nouvelle petite ville à la mode au bord de la mer.
La bourgade fictive de Sanditon semble avoir été inspirée par trois localités réelles : Worthing, où Jane Austen a séjourné plus d'un mois, du 18 septembre au 4 novembre 1805, à l'époque où la station commençait à se développer, sous l'impulsion de son premier citoyen, Edward Ogle,,; Eastbourne et Bognor Regis (« Hothamton ») qui, comme dans le roman, possède à l'époque déjà une librairie et peut être reconnue dans maintes descriptions de la localité fictive de Sanditon.
Plutôt qu'une réalité, la petite ville est en fait le rêve idéal qu'en font certains habitants tels que les Parker. Ils ont en effet une conception particulière de l'identité de la ville, et de la façon dont cette identité devrait être connue et appréciée du monde, comme le montre la façon dont se présente Mr Parker au début du roman :   

« My name perhaps… may be unknown at this distance from the coast – but Sanditon itself – everybody has heard of Sanditon, – the favourite – for a young and rising bathing-place, certainly the favourite spot of all that are to be found along the coast of Sussex; – the most favoured by nature, and promising to be the most chosen by man. (Sanditon, p. 10-11). »

« Mon nom, peut-être, est inconnu à cette distance de la côte — mais Sanditon elle-même — tout le monde a entendu parler de Sanditon, — la favorite — comme d'une jeune et prometteuse station balnéaire, certainement l'endroit préféré de tous ceux que l'on peut trouver sur la côte du Sussex ; — la plus favorisée par la nature, et destinée à être la préférée des hommes. (Sanditon, p. 10-11). »

La plage dEast Parade à Bognor Regis à la fin du XIX correspond probablement à l'idéal de ce que pourrait devenir Sanditon dans l'esprit de Mr Parker.

Mr Parker fait donc tous ses efforts pour promouvoir la petite cité, aidé par sa sœur Diana, sous l'œil amusé de la très rationnelle Miss Charlotte Heywood, qu'il a invitée à passer quelque temps chez lui pour la faire profiter des beautés de la ville et des vertus bénéfiques du climat. 
Peu à peu, l'histoire se développe avec l'entrée en scène successive de nouveaux personnages : Lady Denham et Sir Edward, puis les sœurs de Mr Parker et son frère Arthur, puis Mrs Grifitths, Miss Lambe et les demoiselles Beaufort, et enfin, l'autre frère de Mr Parker, Sidney.

## Personnages
Mr ParkerIl ouvre le roman en ayant un accident de voiture alors qu'il est en quête d'un chirurgien qui accepterait de s'installer à Sanditon. Il voulait en effet pouvoir assurer aux futurs résidents à la santé déclinante qu'ils pourraient être soignés sur place. C'est un optimiste invétéré qui imagine un avenir splendide à la pimpante petite station balnéaire dont il rêve. Ce personnage a vraisemblablement été inspiré à Jane Austen par Sir Richard Hotham (1722-1799), un homme d'affaires ayant fait fortune dans le commerce avec les Indes orientales avant de devenir promoteur immobilier.
Mrs Mary Parker, son épouseElle n'a pas le bon sens et l'autorité nécessaire pour juguler les rêves de son époux.
Mr HeywoodLui et sa famille ont secouru Mr Parker lorsque son accident de voiture lui a causé une entorse, l'obligeant à séjourner chez les Heywood jusqu'à complète guérison.
Miss Charlotte HeywoodÂgée de 22 ans, dotée d'un solide bon sens, c'est l'aînée des filles de la famille Heywood. Mr Parker l'emmène avec lui après guérison de sa cheville, pour lui montrer Sanditon. Bien qu'elle se porte à merveille, Mr Parker l'emmène à la station « pour qu'elle se baigne et soit encore en meilleure santé si elle le peut », ainsi que pour acheter toutes sortes de colifichets pour ses sœurs à la « bibliothèque circulante » (circulating library) de Sanditon.
Lady DenhamAutrefois Miss Brereton, c'est une riche veuve de 70 ans, ayant acquis son titre par son second mariage. Elle a recueilli chez elle Clara Brereton, une jeune parente pauvre. Charlotte Heywood la qualifie cependant de « mesquine » (mean).
Sir Edward Denham et sa sœur EstherCe sont les neveux de Lady Denham. Sir Edward est un jeune homme charmant, mais ayant une propension fatigante à tenir des discours ampoulés sur la poésie. Sans même mentionner sa vision de Lovelace comme idéal masculin, à la suite d'une exposition trop prolongée à l'œuvre de Samuel Richardson.
Mr Sidney ParkerFrère de Mr Parker, qui le proclame le plus brillant de la famille.
Miss Diana Parker, Miss Susan Parker, Mr Arthur Parkerfrère et sœurs de Mr Parker, ils sont tous trois hypocondriaques, et pratiquent l'automédication à outrance.
Mrs GriffithsReprésentant une riche famille des Indes Occidentales, c'est une visiteuse de Sanditon vivement espérée par Mr Parker, car susceptible d'aider la petite station balnéaire à atteindre la notoriété qui convient.

## Particularité des thèmes et du style

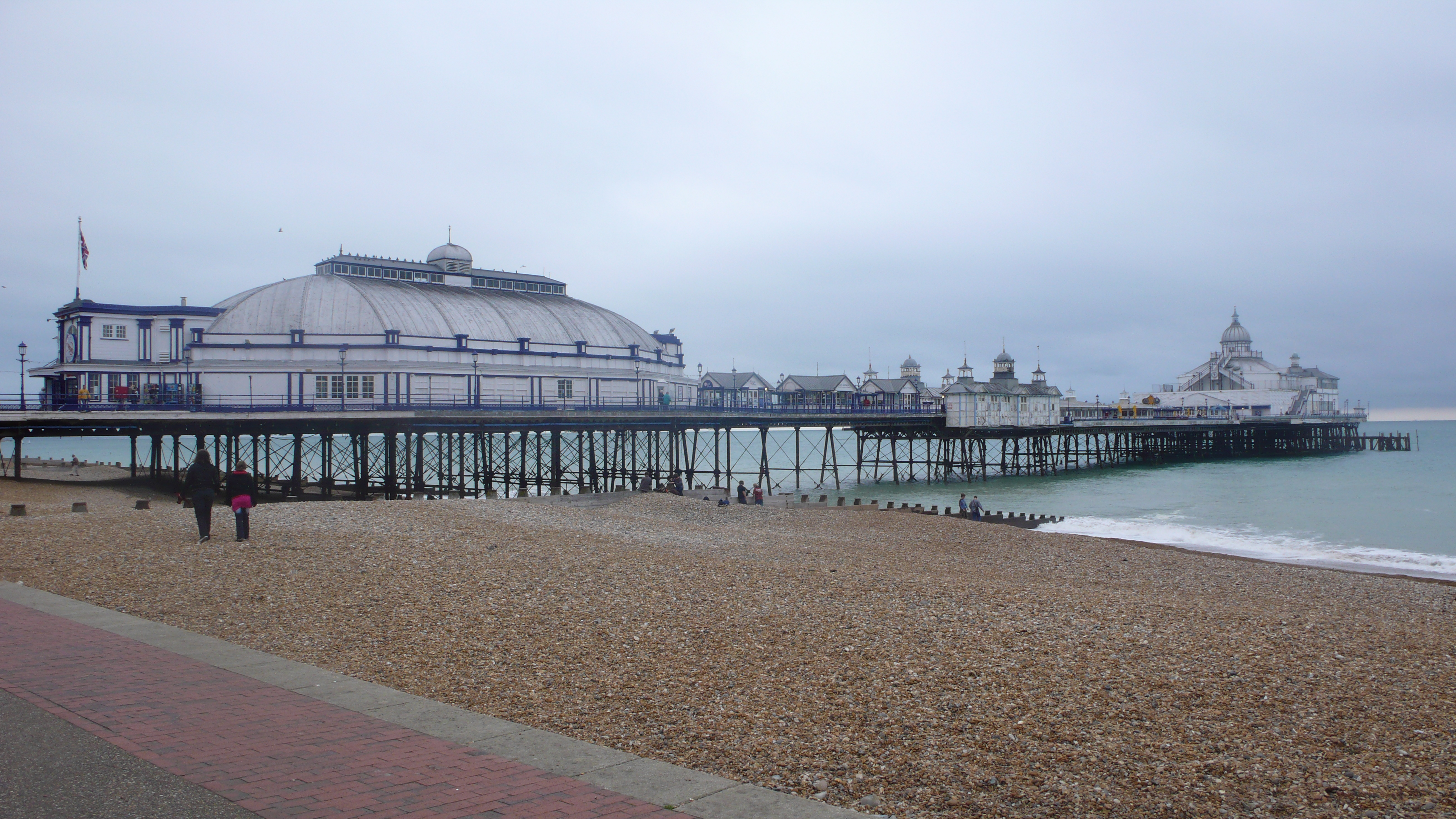
Eastbourne et sa jetée, un modèle pour Sanditon.

Outre celui des malades imaginaires, Sanditon abonde en thèmes novateurs. 
La construction du roman autour de la petite station balnéaire de Sanditon — dont Mr Parker est si désireux de faire une station réputée — est un thème nouveau, en particulier dans la description des efforts de promotion de Mr Parker, ou dans l'inquiétude de Lady Denham, préoccupée du risque d'inflation que pourrait générer un afflux trop brutal de touristes. Souci qui peut surprendre par sa modernité, mais certainement pas plus que la réponse d'économiste que lui fait Mr Parker. La recherche que mène Mr Parker — par laquelle commence le roman — d'un médecin qui puisse s'installer à Sanditon pour en compléter la palette de services appartient à la même veine moderniste centrée sur le développement économique.
La mer elle-même, et les bains de mer, renouvelle l'évocation des campagnes anglaises chères à Jane Austen : la description de l'arrivée à Sanditon, la mention des tempêtes, de la violence et de la grandeur des éléments en bordure de la côte, diffèrent du cadre habituel des romans de l'auteur. 

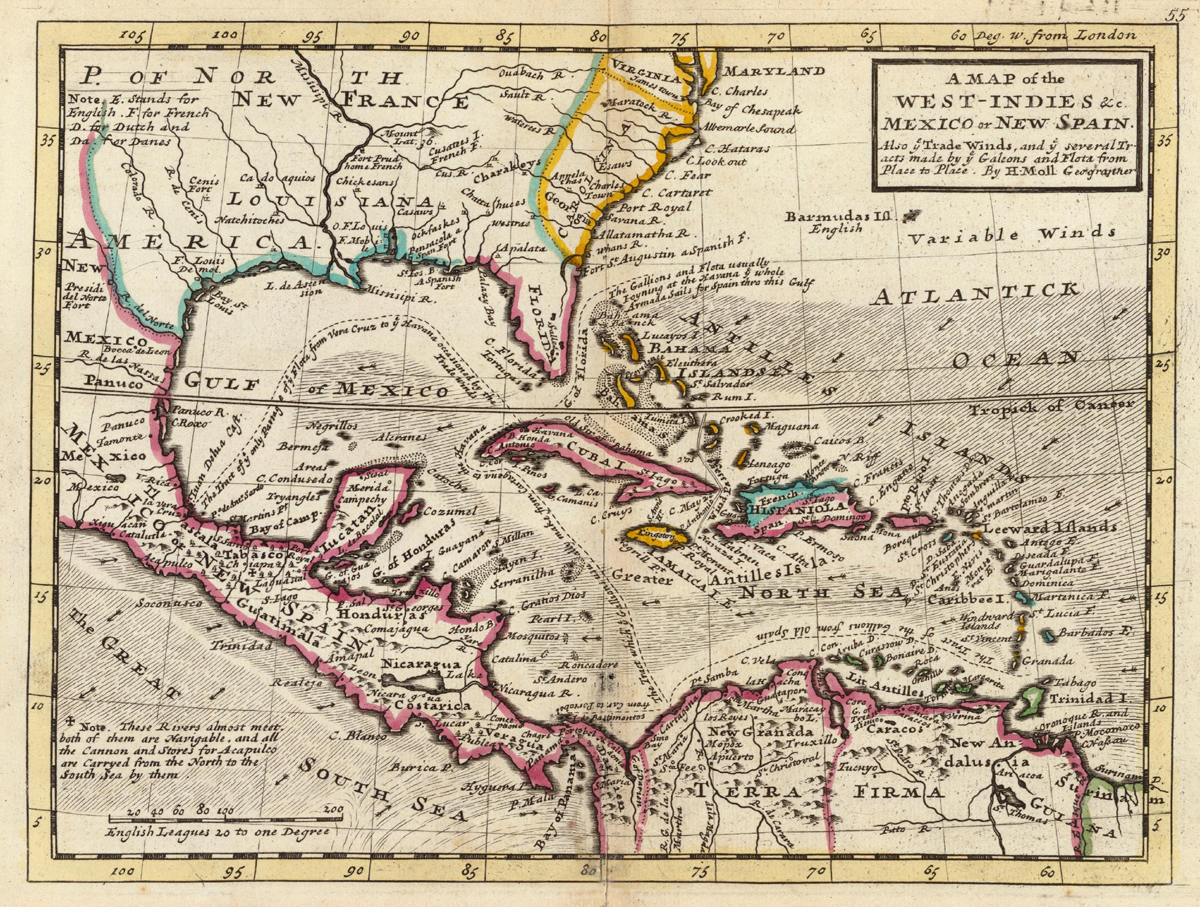
Carte des Indes occidentales.

La présence marquante d'une riche héritière venue des Indes occidentales, Miss Lambe, est également nouvelle (même si Sir Bertram, dans Mansfield Park, avait des intérêts aux Indes occidentales, ce thème n'était présent qu'en arrière-plan). De plus, tout à la fin du fragment de roman que nous connaissons, Jane Austen informe incidemment le lecteur que Miss Lambe — en qui Lady Denham verrait bien la jeune personne riche qu'elle recherchait pour Sir Edward — est « à moitié mulâtresse » (half mulatto), ce qui ouvrait au roman des possibilités de développement loin des thèmes campagnards habituels à Jane Austen, comme le souligne Margaret Drabble, qui parle à ce sujet de « l'irruption soudaine dans un monde nouveau ».
Le style lui-même, très éloigné de la gravité de Persuasion qui le précède dans l'œuvre de Jane Austen, revient à un ton plus comique, proche de celui de ses premiers romans, et tout particulièrement Northanger Abbey. De très nombreux personnages apparaissent même comme traités de façon quelque peu caricaturale, comme Diana et Susan Parker, leur frère Arthur, Sir Edward Denham, et Mr Parker lui-même.

## Adaptation
Le roman est adapté pour la télévision par Andrew Davies en 2019 sous le titre Bienvenue à Sanditon.